# Normandin (Quebec)
Normandin é uma cidade localizada na província de Quebec no Canadá.